# Bajewka (przystanek kolejowy)
Bajewka (ros. Баевка) – przystanek kolejowy w pobliżu miejscowości Bajewka, w rejonie gurjewskim, w obwodzie królewieckim, w Rosji. Położony jest na linii Królewiec – Sowieck.

## Historia
Dawniej stacja kolejowa, powstała w okresie przynależności tych terenów do Niemiec.